# آيت غانم إيشو (تنوردي)
آيت غانم إيشو هي إحدى مشيخات المملكة المغربية، تتبع جغرافيا لإقليم ميدلت وإداريًا لتنوردي. يقدر عدد سكانها بـ 715 نسمة حسب الإحصاء الرسمي للسكان والسكنى لسنة 2004.